# Kovács Dániel (labdarúgó, 1994)
Kovács Dániel (Gyula, 1994. január 16. –) magyar labdarúgó, kapus, a magyar első osztályú Nyíregyháza Spartacus játékosa.

## Pályafutása
Kovács Dániel a Békéscsaba 1912 Előre, a Vasas SC és a brazil Fluminense akadémiáin nevelkedett. 2015-ben leigazolta őt az akkor élvonalbeli Kecskeméti TE csapata, azonban bajnoki mérkőzésen nem lépett pályára a csapat színeiben.
2015 és 2017 között a Zalaegerszegi TE játékosa volt, a 2016–17-es idényben kölcsönben az Aqvital Csákvár kapuját védte. 2017 és 2019 között a másodosztályú Soroksár csapatában több mint hatvan bajnoki mérkőzésen szerepelt.
2019 nyarától 2023 végéig a Fehérvár kapuját 92 tétmérkőzésen védte, melyek közül 23 alkalommal nem kapott gólt.
2024 januárjától a görög Vóloszban folytatta a pályafutását. 2025 nyarán hazatért Magyarországra, és az élvonalbeli Nyíregyháza Spartacus kapusa lett.

## Sikerei, díjai
Fehérvár
- Magyar labdarúgó-bajnokság ezüstérmes: 2019–20
- Magyar kupa ezüstérmes: 2020–21